# 耳盘菌属
耳盘菌属（学名：Aurophora）是肉杯菌科下的一个属。

## 下属物种
本属包括以下物种：
- 黄耳盘菌 Aurophora dochmia (Berk. & M.A.Curtis) Rifai